# Ioan Roșca Codreanu
Ioan Roșca Codreanu (n. 1763 - d. 1835), a fost un boier moldovean, fiul lui Dediul Roșca Codreanu.